# Растовац (Никшић)
Растовац је насеље у општини Никшић у Црној Гори. Према попису из 2003. било је 1513 становника (према попису из 1991. било је 1446 становника).

## Демографија
У насељу Растовац живи 1119 пунолетних становника, а просечна старост становништва износи 35,3 година (33,1 код мушкараца и 37,7 код жена). У насељу има 390 домаћинстава, а просечан број чланова по домаћинству је 3,88.
Ово насеље је углавном насељено Црногорцима (према попису из 2003. године), а у последња три пописа, примећен је пораст у броју становника.
|  |

| Демографија | Демографија | Демографија |
| Година      | Становника  | Становника  |
| ----------- | ----------- | ----------- |
|             |             |             |
|             |             |             |
|             |             |             |
|             |             |             |
| 1948.       | 909         |             |
| 1953.       | 1.048       |             |
| 1961.       | 1.161       |             |
| 1971.       | 1.194       |             |
| 1981.       | 1.374       |             |
| 1991.       | 1.446       | 1.387       |
| 2003.       | 1.556       | 1.513       |
|             |             |             |
|             |             |             |

| Етнички састав према попису из 2003.‍ | Етнички састав према попису из 2003.‍ | Етнички састав према попису из 2003.‍ | Етнички састав према попису из 2003.‍ | Етнички састав према попису из 2003.‍ |
| ------------------------------------ | ------------------------------------ | ------------------------------------ | ------------------------------------ | ------------------------------------ |
|                                      |                                      |                                      |                                      |                                      |
| Црногорци                            | Црногорци                            |                                      | 1.001                                | 66,15%                               |
| Срби                                 | Срби                                 |                                      | 385                                  | 25,44%                               |
| Југословени                          | Југословени                          |                                      | 9                                    | 0,59%                                |
| Хрвати                               | Хрвати                               |                                      | 2                                    | 0,13%                                |
| Муслимани                            | Муслимани                            |                                      | 1                                    | 0,06%                                |
| Македонци                            | Македонци                            |                                      | 1                                    | 0,06%                                |
| непознато                            | непознато                            |                                      | 16                                   | 1,05%                                |

| \| \| м \| \| \| ж \| \| ? \| 4 \| \| \| 4 \| \| 80+ \| 7 \| \| \| 14 \| \| 75—79 \| 11 \| \| \| 22 \| \| 70—74 \| 18 \| \| \| 27 \| \| 65—69 \| 41 \| \| \| 47 \| \| 60—64 \| 31 \| \| \| 32 \| \| 55—59 \| 33 \| \| \| 39 \| \| 50—54 \| 44 \| \| \| 46 \| \| 45—49 \| 59 \| \| \| 47 \| \| 40—44 \| 60 \| \| \| 47 \| \| 35—39 \| 46 \| \| \| 41 \| \| 30—34 \| 49 \| \| \| 53 \| \| 25—29 \| 63 \| \| \| 64 \| \| 20—24 \| 72 \| \| \| 51 \| \| 15—19 \| 58 \| \| \| 50 \| \| 10—14 \| 66 \| \| \| 45 \| \| 5—9 \| 63 \| \| \| 51 \| \| 0—4 \| 69 \| \| \| 39 \| \| Просек : \| 53 \| \| \| 24 \| |    |  |  |    |
| |    |  |  |    |
| | м  |  |  | ж  |
| ? | 4  |  |  | 4  |
| 80+ | 7  |  |  | 14 |
| 75—79 | 11 |  |  | 22 |
| 70—74 | 18 |  |  | 27 |
| 65—69 | 41 |  |  | 47 |
| 60—64 | 31 |  |  | 32 |
| 55—59 | 33 |  |  | 39 |
| 50—54 | 44 |  |  | 46 |
| 45—49 | 59 |  |  | 47 |
| 40—44 | 60 |  |  | 47 |
| 35—39 | 46 |  |  | 41 |
| 30—34 | 49 |  |  | 53 |
| 25—29 | 63 |  |  | 64 |
| 20—24 | 72 |  |  | 51 |
| 15—19 | 58 |  |  | 50 |
| 10—14 | 66 |  |  | 45 |
| 5—9 | 63 |  |  | 51 |
| 0—4 | 69 |  |  | 39 |
| Просек : | 53 |  |  | 24 |

| Број домаћинстава према пописима из периода 1948—2003. | Број домаћинстава према пописима из периода 1948—2003. | Број домаћинстава према пописима из периода 1948—2003. | Број домаћинстава према пописима из периода 1948—2003. | Број домаћинстава према пописима из периода 1948—2003. | Број домаћинстава према пописима из периода 1948—2003. | Број домаћинстава према пописима из периода 1948—2003. | Број домаћинстава према пописима из периода 1948—2003. |
| Година пописа                                          | 1948.                                                  | 1953.                                                  | 1961.                                                  | 1971.                                                  | 1981.                                                  | 1991.                                                  | 2003.                                                  |
| ------------------------------------------------------ | ------------------------------------------------------ | ------------------------------------------------------ | ------------------------------------------------------ | ------------------------------------------------------ | ------------------------------------------------------ | ------------------------------------------------------ | ------------------------------------------------------ |
| Број домаћинстава                                      | 185                                                    | 210                                                    | 226                                                    | 247                                                    | 287                                                    | 333                                                    | 394                                                    |

| Број домаћинстава по броју чланова према попису из 2003. | Број домаћинстава по броју чланова према попису из 2003. | Број домаћинстава по броју чланова према попису из 2003. | Број домаћинстава по броју чланова према попису из 2003. | Број домаћинстава по броју чланова према попису из 2003. | Број домаћинстава по броју чланова према попису из 2003. | Број домаћинстава по броју чланова према попису из 2003. | Број домаћинстава по броју чланова према попису из 2003. | Број домаћинстава по броју чланова према попису из 2003. | Број домаћинстава по броју чланова према попису из 2003. | Број домаћинстава по броју чланова према попису из 2003. | Број домаћинстава по броју чланова према попису из 2003. |
| Број чланова                                             | 1                                                        | 2                                                        | 3                                                        | 4                                                        | 5                                                        | 6                                                        | 7                                                        | 8                                                        | 9                                                        | 10 и више                                                | Просек                                                   |
| -------------------------------------------------------- | -------------------------------------------------------- | -------------------------------------------------------- | -------------------------------------------------------- | -------------------------------------------------------- | -------------------------------------------------------- | -------------------------------------------------------- | -------------------------------------------------------- | -------------------------------------------------------- | -------------------------------------------------------- | -------------------------------------------------------- | -------------------------------------------------------- |
| Број домаћинстава                                        | 390                                                      | 49                                                       | 50                                                       | 59                                                       | 82                                                       | 79                                                       | 40                                                       | 24                                                       | 7                                                        | 0                                                        | 0                                                        |

| Пол    | Укупно | Неожењен/Неудата | Ожењен/Удата | Удовац/Удовица | Разведен/Разведена | Непознато |
| ------ | ------ | ---------------- | ------------ | -------------- | ------------------ | --------- |
| Мушки  | 596    | 245              | 324          | 11             | 10                 | 6         |
| Женски | 584    | 162              | 316          | 97             | 6                  | 3         |
| УКУПНО | 1.180  | 407              | 640          | 108            | 16                 | 9         |

| Пол    | Укупно                    | Пољопривреда, лов и шумарство | Рибарство                            | Вађење руде и камена | Прерађивачка индустрија       |
| ------ | ------------------------- | ----------------------------- | ------------------------------------ | -------------------- | ----------------------------- |
| Мушки  | 245                       | 16                            | 4                                    | 11                   | 70                            |
| Женски | 108                       | 7                             | 0                                    | 2                    | 14                            |
| Укупно | 353                       | 23                            | 4                                    | 13                   | 84                            |
|        |                           |                               |                                      |                      |                               |
| Пол    | Производња и снабдевање   | Грађевинарство                | Трговина                             | Хотели и ресторани   | Саобраћај, складиштење и везе |
| Мушки  | 11                        | 14                            | 25                                   | 4                    | 21                            |
| Женски | 0                         | 2                             | 20                                   | 16                   | 1                             |
| Укупно | 11                        | 16                            | 45                                   | 20                   | 22                            |
|        |                           |                               |                                      |                      |                               |
| Пол    | Финансијско посредовање   | Некретнине                    | Државна управа и одбрана             | Образовање           | Здравствени и социјални рад   |
| Мушки  | 0                         | 3                             | 37                                   | 5                    | 5                             |
| Женски | 0                         | 0                             | 5                                    | 18                   | 10                            |
| Укупно | 0                         | 3                             | 42                                   | 23                   | 15                            |
|        |                           |                               |                                      |                      |                               |
| Пол    | Остале услужне активности | Приватна домаћинства          | Екстериторијалне организације и тела | Непознато            | Непознато                     |
| Мушки  | 9                         | 0                             | 0                                    | 10                   | 10                            |
| Женски | 9                         | 0                             | 0                                    | 4                    | 4                             |
| Укупно | 18                        | 0                             | 0                                    | 14                   | 14                            |